# ایکتیوز
ایکتیوز (به انگلیسی: Ichthyosis) یا ماهیاک یک بیماری متنوع پوستی می‌باشد که با پوست خشک و خارش همراه است.
واژه "ichthy" ریشه یونانی دارد که به معنی ماهی می‌باشد و مقصود از آن همان فلس ماهی است که با پوسته‌های ایجاد شده بر روی بدن بیمار شباهت دارد.

## تظاهرات بالینی
ایکتیوز نوع خاص و شدید خشکی پوست است که با خشکی شدید و پوسته پوسته شدن پوست به‌ویژه در دست‌ها مشخص می‌شود. اغلب فرمهای این عارضه ارثی است. فرمهای شایعتر آن عبارتند از: (ichthyosis vulgaris), (lamellar ichthyosis), (epidermolytic hyperkeratosis), (congenital ichthyosiform erythroderma) و (X-linked ichthyosis)درصدی از این افراد ممکن است مشکلات چشمی پیدا کنند. البته ایکتیوز اکتسابی با علل خودایمنی، عفونی و متابولیک نیز داریم.

## بیماریزایی
هر سال بیش از ۱۶۰۰۰ نوزاد در جهان با یکی از انواع بیماری ایکتیوز متولد می‌شوند. احتمال به دنیا آمدن نوزاد ایکتیوز مختص جنس یا رنگ یا نژاد خاصی نیست. این بیماری در بدو تولد یا در طول سال اول شناسایی شده و در تمام طول عمر، زندگی بیمار را تحت تأثیر خود قرار می‌دهد.
ایکتیوز به حداقل ۲۸ گونه مختلف تقسیم می‌شود و نحوه انتقال و ژنتیک هر یک با دیگری متفاوت است است. از نظر بافت‌شناسی ایکتیوز اکتسابی و ایکتیوز وولگاریس با هیپرکراتوز، کاهش ضخامت یا عدم وجود لایهٔ گرانولار و ضخامت طبیعی لایهٔ خاردار مشخص می‌شوند. از یافته‌های دیگر عدم ارتشاح سلولهای التهابی در درم است از طرفی آتروفی اپیدرم و ارتشاح خفیف دور عروقی لنفوهیستیوسیت در درم پاپیلر دیده می‌شود.
ایکتیوز زمانی رخ می‌دهد که از هم گسیختگی در پدیدهٔ شاخی شدن ایجاد می‌شود و منجر به هیپرکراتوز، پوسته پوسته شدن و اختلال در فونکسیون حفاظتی لایهٔ شاخی می‌شود. تعداد زیادی درماتوزهای ایکتیوزیفرم وجود دارد که در همهٔ آن‌ها اشکال در فرایند شاخی شدن وجود دارد.

## تشخیص
افتراق ایکتیوز اکتسابی از خشکی پوست دشوار نیست. گاهی سابقه‌ای از ایجاد بیماری در بعضی فصول سال، استفاده از دیورتیک‌ها، حمام کردن بیش از حد و استفاده از صابون‌ها در تشخیص کمک‌کننده است. از طرفی خشکی پوست به درمان‌های ساده مثل کرم‌های نرم‌کننده جواب می‌دهد در حالی که ایکتیوز نیاز به درمان‌های اختصاصی دارد و گاهی بیوپسی جهت افتراق کمک می‌کند که در پوست خشک افزایش ضخامت اپیدرم همراه پاراکراتوز فوکال و هیپرگرانولوز را نشان می‌دهد در صورتی که در ایکتیوز اکتسابی عدم وجود لایهٔ گرانولر یا کاهش ضخامت وجود دارد، اپیدرم طبیعی است یا آتروفی مختصری دارد.

## وراثت و علل بیماری
بیشتر گونه‌های بیماری ایکتیوز بسیار نادر هستند. جهش ژنتیکی باعث این اختلال شده‌است که از والدین به فرزند منتقل می‌شود. اما در برخی از موارد، هیچ‌یک از والدین داری این بیماری نیستند، اما آن‌ها حامل ژن معیوب این بیماری می‌باشند. هنگامی که این دو ژن جهش یافته خود را به جنین انتقال می‌دهند، نوزاد مبتلا به ایکتیوز به دنیا می‌آید. در برخی از موارد بسیار بسیار نادر، جهش ژنتیکی در بدن خود بیمار رخ می‌دهد و او را مبتلا می‌کند.

## درمان
برای درمان و بروز کمتر باید پوست را مدام مرطوب کرد تا پوسته‌ها را راحت برداشت مخصوصاً با کراتولیتیک‌ها، از آنتی باکتریال‌ها برای رفع و کمتر شدن عارضه و همچنین شوینده‌های حاوی کلرهگزیدین استفاده می‌شود. یکی از راه‌های کم کردن ضخامت عفونت روی پوست بیوپسی است. مصرف مواد غذایی حاوی اسید رتینوئیک، اسید میوه، اوره، در حال حاضر هیچ درمان علاج دهنده‌ای وجود ندارد.